# Licracantha
Licracantha is een kevergeslacht uit de familie van de boktorren (Cerambycidae). De wetenschappelijke naam van het geslacht werd voor het eerst geldig gepubliceerd in 2011 door Lingafelter.

## Soorten
Licracantha is monotypisch en omvat slechts de volgende soort:
- Licracantha formicaria Lingafelter, 2011